# زنسباختال
زنسباختال (به آلمانی: Sensbachtal) یک شهر در آلمان است که در اودنوالدکرایس واقع شده‌است. زنسباختال ۱٬۰۳۱ نفر جمعیت دارد.